# Równieński Okręg Etapowy
Równieński Okręg Etapowy – okręg etapowy Wojska Polskiego.

## Formowanie i walki
Po likwidacji frontów i utworzeniu pięciu dowództw armii, NDWP rozesłało 13 marca 1920 ogólne zarządzenie dotyczące nowej organizacji etapów. Podział obszaru wojennego na okręgi etapowe dostosowany został do podziału całego frontu na pięć odcinków armijnych. Z Dowództwa Frontu Wołyńskiego powstało dowództwo 2 Armii, które przejęło OE „Równe” dowodzony przez płk. Lucjana Kopczyńskiego.
Granicę południową Okręgu stanowiły: północna granica powiatu Zbaraż, linia od miejscowości Toki do granicy powiatu Płoskirów oddzielająca część powiatu Starokonstantynów i podporządkowująca go DPE „Płoskirów”, północna granica powiatów Płoskirów i Latyczów oraz rzeka Boh. Granicę zachodnią: zachodnie granice powiatów Krzemieniec, Dubno, Łuck. Granicę północną: północne granice powiatów Łuck, Owrucz, Równe.
Podczas przygotowywania planów kampanii wojennej na Ukrainie wiosną 1920 dowództwo polskie musiało ustalić sposób funkcjonowania etapów na terytorium ukraińskim. Postanowienia zawarte w podpisanej 24 kwietnia 1920 konwencji wojskowej między Polską a Ukrainą przewidywały, że: „Tyły wojsk polskich ochraniać będzie polska żandarmeria polowa i polskie władze etapowe”.
DOE „Równe” oddało do dyspozycji etapów na Ukrainie I i II lubelskie bataliony etapowe oraz I i II łódzkie be.
W kwietniu dowództwo polskie zreorganizowało etapy południowego odcinka frontu. Należący do 2 Armii OE „Równe” dysponował początkowo tylko czterema batalionami etapowymi. Do dyspozycji Okręg otrzymał następujące bataliony etapowe: I, II Lubelski, I, II Łódzki, planowano III, IV Poznański. Potem otrzymał trzy kolejne takie pododdziały.
Okręg 1 kwietnia liczył w stanie wyżywienia 232 oficerów, 3489 podoficerów i szeregowców, w stanie bojowym tylko 20 oficerów, 1441 podoficerów i szeregowców, 18 karabinów maszynowych.
28 kwietnia z obszaru DOE „Równe” wyłączono powiaty etapowe Dubno, Łuck, Bazalia i Wiśniowiec. Nakazano zwinięcie dowództw powiatów i podległych im siedmiu stacji etapowych, a także likwidację komend miast Sarny i Łuck. Czasowo pozostawiono DPE „Krzemieniec”. Personel likwidowanych jednostek zamierzano wykorzystać do organizacji etapów na Ukrainie.
Rozkaz operacyjny DOE „Równe” nr 1 z 28 kwietnia rozszerzał obszar okręgu na wschodzie o powiaty Ostróg z dowódcą ppłk. Bolesławem Leszczyną-Skarszewskim, Owrucz z płk. Władysławem Młockim, Zasław z płk. Mieczysławem Przewłockim, Zwiahel z płk. Walerym Kuncewiczem i część powiatu Starokonstantynów z płk. Władysławem Sławińskim. DPE „Owrucz” podlegała stacja etapowa „Olewsk”, DPE „Zasław” - stacja etapowa Szepetówka, DPE „Zwiahel” - stacje etapowe Baranówka, Połonne, Jemiłczyn, Korzec, Lubar.
W maju Równieński Okręg Etapowy postawiono w stan likwidacji. Na jego bazie miało powstać Dowództwo Okręgu Etapowego „Szepetówka”. Jego dowództwo, sztab, intendentura i inne komórki otrzymały rozkaz przeniesienia się do Szepetówki 10 czerwca. Żandarmeria miała oczekiwać na przygotowanie kwater w Szepetówce. W Równem pozostawały nadal sztab i dwie kompanie II lubelskiego batalionu etapowego.
Walki odwrotowe
Kiedy dowództwo Frontu Ukraińskiego wydało rozkaz przejścia do obrony na linii Słuczy, z oddziałów DOE „Równe” sformowano grupę taktyczną płk. Nowakowskiego w skład której wchodziły: batalion wartowniczy, trzy kompanie z I i II lubelskich oraz II łódzkiego batalionów etapowych i plutonu żandarmerii. Zadania grupy okazały się nieadekwatne do jej możliwości. Jej  4 kompania I Lubelskiego be, licząca 117 żołnierzy, musiała obsadzić trzynastokilometrowy odcinek Słuczy od Lubaru po Czantorię. Nie była ona w stanie nawet dozorować powierzonego odcinka.
W dniach  18-19 czerwca obronę Słuczy wzmocniły: batalion marszowy strzelców podhalańskich oraz świetnie wyposażona i silna liczebnie ale bez doświadczenia bojowego VII Rezerwowa Brygada Piechoty. W walkach z sowiecką kawalerią oddziały polskie poniosły klęskę. Wieczorem 27 czerwca rozpoczęto odwrót. Próba zatrzymania przeciwnika pod Połonnem nie powiodła się i oddziały polskie w wielkim zamieszaniu wycofały się do Szepetówki, a następnie do Zasławia nad Horyniem.

## Struktura organizacyjna
Rozmieszczenie oddziałów pozostających w dyspozycji DOE Równe  - ostatnia dekada kwietnia 1920
| Batalion etapowy             | kompanie etapowe       | Rozmieszczenie    |
| ---------------------------- | ---------------------- | ----------------- |
| I Łódzki batalion etapowy    | sztab be, 1 i 2 ke     | Owrucz            |
| I Łódzki batalion etapowy    | 3 kompania etapowa     | Sarny             |
| I Łódzki batalion etapowy    | 4 kompania etapowa     | Olewsk            |
| II Łódzki batalion etapowy   | sztab be; 1,2 i 3 ke   | Zwiahel           |
| II Łódzki batalion etapowy   | 4 kompania etapowa     | Korzec            |
| I Lubelski batalion etapowy  | sztab be; 1 i 2 ke     | Zasław            |
| I Lubelski batalion etapowy  | 3 i 4 kompania etapowa | Ostróg            |
| II Lubelski batalion etapowy | sztab be; 1,2 i 3 ke   | Równe             |
| II Lubelski batalion etapowy | 4 ke (cześć)           | Antonówka         |
| II Lubelski batalion etapowy | 4 ke (cześć)           | Kostopol          |
| I Lwowski batalion etapowy   | sztab be; 1 i 2 ke     | Starokonstantynów |
| I Lwowski batalion etapowy   | 3 kompania etapowa     | Bazalia           |
| I Lwowski batalion etapowy   | 4 kompania etapowa     | Teofilówka        |
| V Lwowski batalion etapowy   | sztab be; 1 i 2 ke     | Wiśniowiec        |
| V Lwowski batalion etapowy   | 3 i 4 kompania etapowa | Krzemieniec       |

## Dowódcy okręgu
- płk piech. Lucjan Kopczyński – (1920[12][1])